# Sam Denby
Sam Denby (Washington DC, 1998. március 17. –) amerikai youtuber, aki leginkább a Wendover Productions, a Half as Interesting és az Extremities YouTube-csatornák, valamint a Jet Lag: The Game című utazási versenyműsor létrehozójaként és hangjaként ismert. Fenti csatornáin található videóit több mint 1 milliárdszor tekintették meg, és összesen 7 millió feliratkozóval rendelkezik.

## Csatornái

### Wendover Productions
A 2010-ben létrehozott Wendover Productions Denby első és legismertebb csatornája. Jelenleg (2023. december) több mint 4,4 millió feliratkozója van, és több mint 660 millió alkalommal nézték meg videóit. Videóiban leggyakrabban a logisztika témái szerepelnek, főképp a repülés, valamint a földrajz, a közgazdaságtan és a katonaság. A Wendover Productions izlandi turizmusról szóló videója jelentős figyelmet kapott az izlandi országos újságokban. A Wendover Productions székhelye Aspenben, Colorado államban található.

### Half as Interesting
A 2017. augusztus 26-án létrehozott Denby második YouTube-csatornája, a Half as Interesting „oktatási jellegű magyarázó videókat készít, amelyeket szinte elég jó megnézni”. A Half as Interesting elindítása az olyan videók végét jelentette, melyeket Arról a Wikipédia-listáról (That Wikipedia List) készített. 2023. június 16-án a csatornának 2,52 millió feliratkozója van, amelyek több mint 588 millió megtekintést értek el.
Számos témával foglalkozik ezen a csatornán, például a Wendover Productions oldalán, ideértve a földrajzot, a közgazdaságtant, a katonaságot és a repülést, de nagyobb hangsúlyt fektet a stílusban közölt rövid formátumú tartalomra.

### Extremities
2019 júniusában Denby podcastot indított Extremities címmel a világ legelszigeteltebb és legnépesebb helyein való élet logisztikájáról. A műsor formátumát azóta rövid dokumentumfilmekké módosították, amelyek kizárólag a Nebula streaming szolgáltatásban szerepelnek, megegyező koncepcióval.

### Jet Lag: The Game
A Jet Lag: The Game egy amerikai utazási tematikájú vetélkedősorozat, amelyben Denby két szerkesztőjével, Adam Chase-szel és Ben Doyle-jal, valamint egy negyedik meghívott vendéggel "játszanak társasjátékokat, ahol a játéktábla a Föld." A sorozat jelenleg (2023. december) 8 évadot élt meg, melyeket többek közt az USA-ban és Európában forgattak.
 

### Nebula
2023. augusztus 25-én a Nebula bejelentette, hogy Denbyt nevezték ki a tartalomért felelős vezetőnek.

## Fordítás
Ez a szócikk részben vagy egészben  a   Sam Denby című angol Wikipédia-szócikk ezen változatának fordításán alapul.  Az eredeti cikk szerkesztőit annak laptörténete sorolja fel. Ez a jelzés csupán a megfogalmazás eredetét és a szerzői jogokat jelzi, nem szolgál a cikkben szereplő információk forrásmegjelöléseként.